# N'Tsoudjini

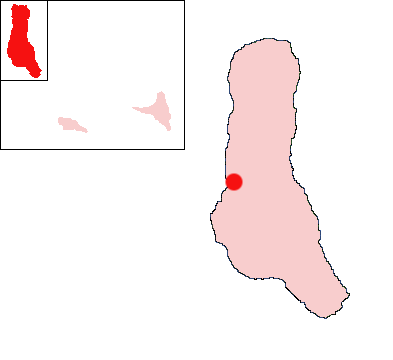
Localisation de N'Tsoudjini sur l'ile de la Grande Comore.

N'Tsoudjini est une commune située sur l'ile de la Grande Comore aux Comores. Elle est la capitale de la région d'Itsandra et fait partie d'une des plus grandes communes des Comores.